# 中松布利克山

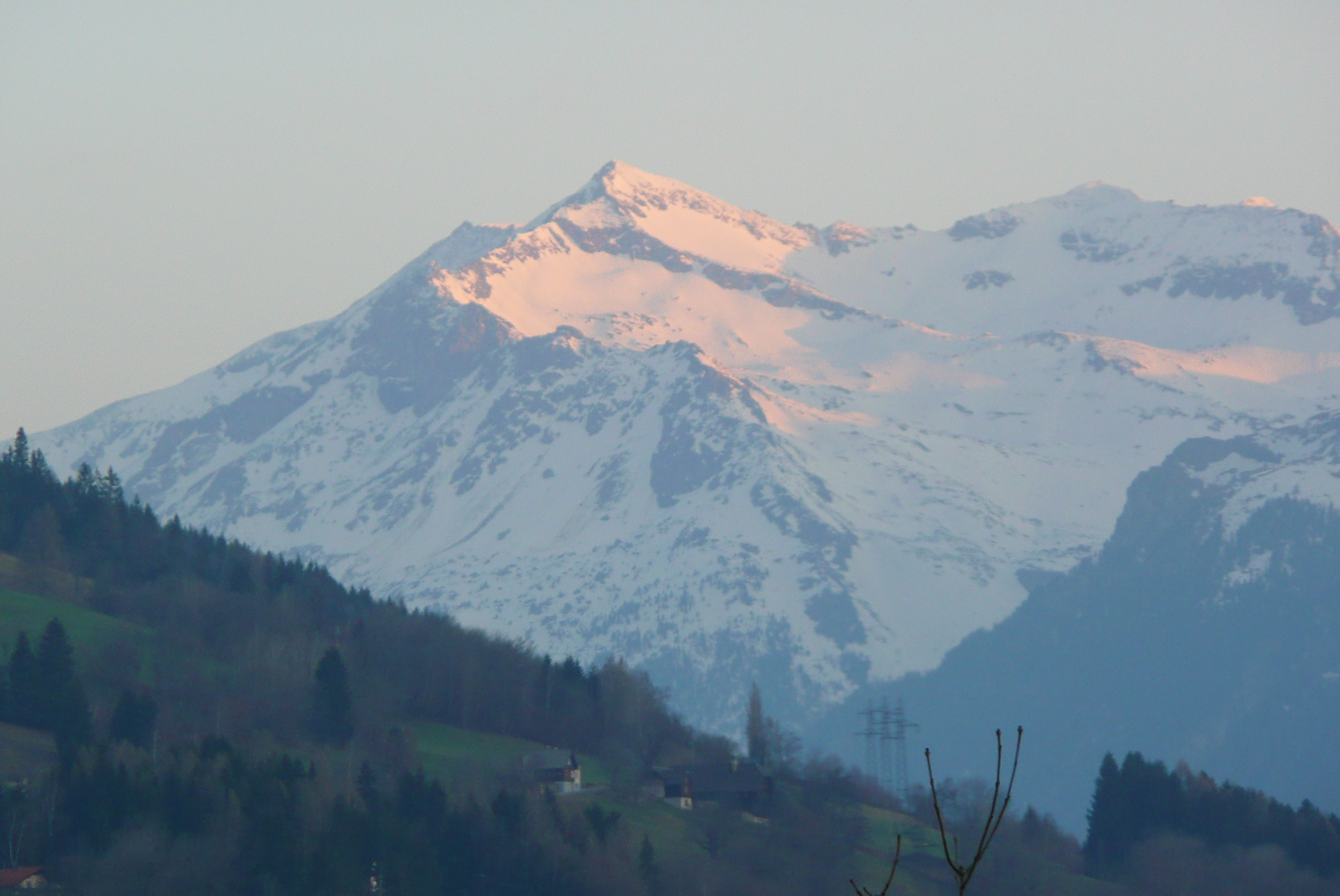

47°3′9″N 13°25′51″E / 47.05250°N 13.43083°E
中松布利克山（德語：Mittlerer Sonnblick），是奧地利的山峰，位於該國南部，由克恩頓州負責管轄，屬於安科格爾山脈的一部分，距離大松布利克山0.7公里，海拔高度3,000米，山體由混合岩組成。